# Eefje Boons
Eefje Boons (* 18. Juli 1994 in Deventer) ist eine niederländische Leichtathletin, die sich auf den 100-Meter-Hürdenlauf spezialisiert hat.

## Sportliche Karriere
2013 startete Eefje Boons bei den Junioreneuropameisterschaften im italienischen Rieti mit der niederländischen 4-mal-100-Meter-Staffel und gewann einer Zeit von 44,22 s die Bronzemedaille. 2015 gelangte sie bei den U23-Europameisterschaften bis ins Finale und belegte dort den sechsten Platz. Mit der holländischen Staffel verpasste sie als Vierte nur knapp eine weitere Medaille. 2016 qualifizierte sie sich für die Europameisterschaften in Amsterdam, bei denen sie im Halbfinale ausschied. 2017 qualifizierte sie sich bei einem Diamond League Meeting in Lausanne mit neuer Bestzeit unter 13 Sekunden für die Weltmeisterschaften in London.
2016 wurde sie niederländische Meisterin und 2013 Hallenmeisterin über 60 Meter Hürden.

## Persönliche Bestleistungen
- 100 Meter: 11,65 s, 29. Mai 2016 in Amsterdam
- 100 Meter Hürden: 12,98 s, 6. Juli 2017 in Lausanne
  - 60 Meter Hürden (Halle): 8,18 s, 4. Februar 2017 in Mondeville